# Stranska vas, Novo mesto
Stranska vas este o localitate din comuna Novo mesto, Slovenia, cu o populație de 357 de locuitori.